# Orlandina Basket 2003-2004
L'Orlandina Basket 2003-2004 prende parte al campionato di Serie B d'Eccellenza. Sponsorizzata dall'Upea, conclude in tredicesima posizione, ottenendo la salvezza ai play-out .
Al termine della stagione, l'Orlandina ottiene il ripescaggio nella categoria superiore, la LegaDue, a completamento degli organici.

## Verdetti stagionali
- Serie B d'Eccellenza, Gir. B:
  - stagione regolare: 13º posto su 16 squadre (10-20);
  - playout: salvezza al secondo turno contro Castenaso (2-0), dopo aver perso il primo turno contro Cento (2-1)

## Roster
| Giocatori |
| --------- |

|    | Naz.              | Ruolo | Sportivo            | Anno | Alt. |  |  |
| -- | ----------------- | ----- | ------------------- | ---- | ---- |  |  |
| 4  | Italia (bandiera) | A     | Francesco Ricco     | 1984 | 202  |  |  |
| 5  | Italia (bandiera) | P     | Stefano Marisi      | 1983 | 190  |  |  |
| 6  | Italia (bandiera) | G     | Marco Rossetti      | 1980 | 203  |  |  |
| 7  | Italia (bandiera) | A     | Damiano Dalfini     | 1977 | 202  |  |  |
| 8  | Italia (bandiera) | G     | Marco Caprari       | 1976 | 194  |  |  |
| 9  | Italia (bandiera) | A     | Stefano Puggioni    | 1975 | 200  |  |  |
| 10 | Italia (bandiera) | P     | Alessandro Fantozzi | 1961 | 187  |  |  |
| 11 | Italia (bandiera) | C     | Nicola Bonsignori   | 1972 | 207  |  |  |
| 13 | Italia (bandiera) | A     | Francesco Veneri    | 1975 | 200  |  |  |
| 14 | Italia (bandiera) | A     | Giuseppe Condello   | 1971 | 198  |  |  |
| 15 | Italia (bandiera) | G     | Francesco Orsini    | 1973 | 194  |  |  |

| Staff tecnico                             |
| ----------------------------------------- |
| Allenatore: Federico Pasquini             |
| dal 14 gennaio Francesco Ponticiello      |
| Assistente: Ugo Ducarello                 |
| Preparatore atletico: Giuseppe Ferrarotto |
| Fisioterapista: Stefano Tatonetti         |

| Under aggregati alla prima squadra |
| ---------------------------------- |

|    | Naz.              | Ruolo | Sportivo      | Anno | Alt. | Peso |  |
| -- | ----------------- | ----- | ------------- | ---- | ---- | ---- |  |
| 12 | Italia (bandiera) | A     | Antonino Urso | 1986 | 195  |      |  |
| 16 | Italia (bandiera) | G     | Dario Pizzuto | 1986 | 183  |      |  |